# Ladenbergia pauciflora
Ladenbergia pauciflora är en måreväxtart som beskrevs av Bengt Lennart Andersson. Ladenbergia pauciflora ingår i släktet Ladenbergia och familjen måreväxter. Inga underarter finns listade i Catalogue of Life.